# Ctenotus ingrami
Ctenotus ingrami là một loài thằn lằn trong họ Scincidae. Loài này được Czechura & Wombey mô tả khoa học đầu tiên năm 1982.